# Selección de rugby de Curazao
La selección de rugby de Curazao,  representa a ese país en las competiciones oficiales de rugby.
Esta regulada por la Curaçao Rugby Federation.
Está afiliado a Rugby Americas North, la confederación norteamericana en la cual compite oficialmente desde 2013.

## Palmarés
- Rugby Americas North Cup (1): 2014

## Participación en copas

### Copa del Mundo
- no ha clasificado

### RAN Championship
- NACRA Championship 2013: Final Clasificatoria Sur[2]

### Rugby Americas North Cup
- RAN Cup 2014: Ganador Zona Sur
- RAN Cup 2015: 3° puesto en grupo sur
- RAN Cup 2019: 3° puesto en grupo

### Rugby Americas North Trophy
- RAN Trophy 2018: 3° puesto (último)